# Elizabeth Burgoyne Corbett
Elizabeth Burgoyne Corbett (1846-1930), également connue sous le nom de George Corbett, est une écrivaine féministe anglaise, surtout connue pour son roman de science-fiction féministe New Amazonia: A Foretaste of the Future (1889),.
Corbett travaille comme journaliste pour le Newcastle Daily Chronicle et comme écrivaine populaire de romans d'aventure et de société Beaucoup de ses romans sont à l'origine de feuilletons de magazines et ne sont pas publiés sous forme de livre.
En juin 1889, une lettre ouverte de Mme Humphry Ward An Appeal Against Female Suffrage est publiée dans The Nineteenth Century (en) avec plus d'une centaine d'autres femmes signataires contre l'extension du suffrage parlementaire aux femmes. Enflammée par cette« trahison la plus ignoble jamais perpétrée envers les femmes par des femmes », Corbett écrit et publie New Amazonia en réponse.
Si Nouvelle Amazonie est le plus explicitement féministe de ses romans, ce n'est pas le seul à traiter de la place des femmes dans la société. Son roman When the Sea Gives Up Its Dead (1894) met en scène l'une des premières femmes détectives de fiction, Annie Cory, et est lui-même précédé par Adventures of a Lady Detective vers 1890, peut-être publié dans un périodique. Ses écrits ne sont pas universellement bien accueillis, mais Hearth and Home (en) la répertorie avec Arthur Conan Doyle comme l'un des maîtres de l'art du roman policier.

## Romans
- (en) The Missing Note, 1881
- (en) Cassandra, 1884
- (en) Pharisees Unveiled: The Adventures of an Amateur Detective, 1889
- (en) New Amazonia: A Foretaste of the Future, 1889
- (en) A Young Stowaway, 1893
- (en) Mrs. Grundy’s Victims, 1893
- (en) When the Sea Gives Up Its Dead, 1894
- (en) Deb O’Mally’s, 1895
- (en) Little Miss Robinson Crusoe, 1898
- (en) The Adventures of an Ugly Girl, 1898
- (en) The Marriage Market, 1903
- (en) The Adventures of Princess Daintipet, 1905

## Recueils de nouvelles
- (en) Adventures of a Lady Detective, 1890
- (en) Secrets of a Private Enquiry Office, 1891